# San Miguel Corporation

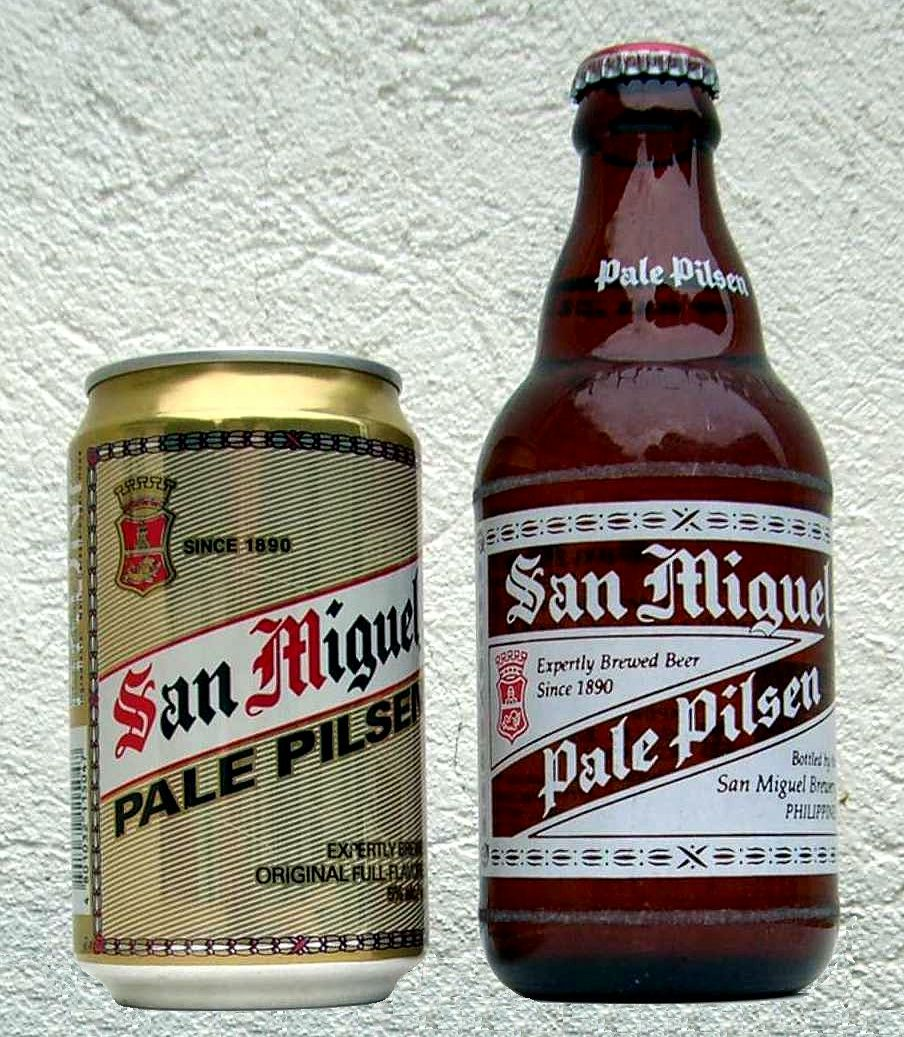
Bière San Miguel

La San Miguel Corporation est un conglomérat dont le siège est à Mandaluyong, Metro Manila aux Philippines. Elle est notamment connue pour sa bière homonyme et est présente dans les domaines de la boissons, la nourriture, les emballages, le carburant, l'électricité et les infrastructures.

## Histoire
La brasserie est fondée en 1890 aux Philippines sous le nom La Fabrica de Cerveza de San Miguel. Ce fut la première brasserie d'Asie du Sud-Est.
En 2009, Kirin fait l'acquisition de 43 % de San Miguel Brewery pour l'équivalent de 1,23 milliard de dollars, pour faire monter sa participation dans cette entreprise à 48 %. Pour financer cette acquisition, Kirin vend sa participation de 19 % dans San Miguel Corporation, qui possède une participation de 51 % dans cette activité de brasserie.
En mai 2016, PLDT et Globe Telecom annonce l'acquisition des activités télécom de San Miguel pour 1,5 milliard de dollars.
En mai 2019, LafargeHolcim annonce la vente de ses activités aux Philippines pour 2,15 milliards de dollars à San Miguel Corporation.

## Filiales
- San Miguel Brewery Inc. (brasserie)
- San Miguel Yamamura Packaging Corporation (emballages)
- Petron Corporation (carburant)
- SMC Global Power Holdings Corporation (énergie)
- Bank of commerce (banque)
- San Miguel Aerocity Inc (gestionnaire de l'aéroport international de Manille-Bulacan)